# Leif Zern

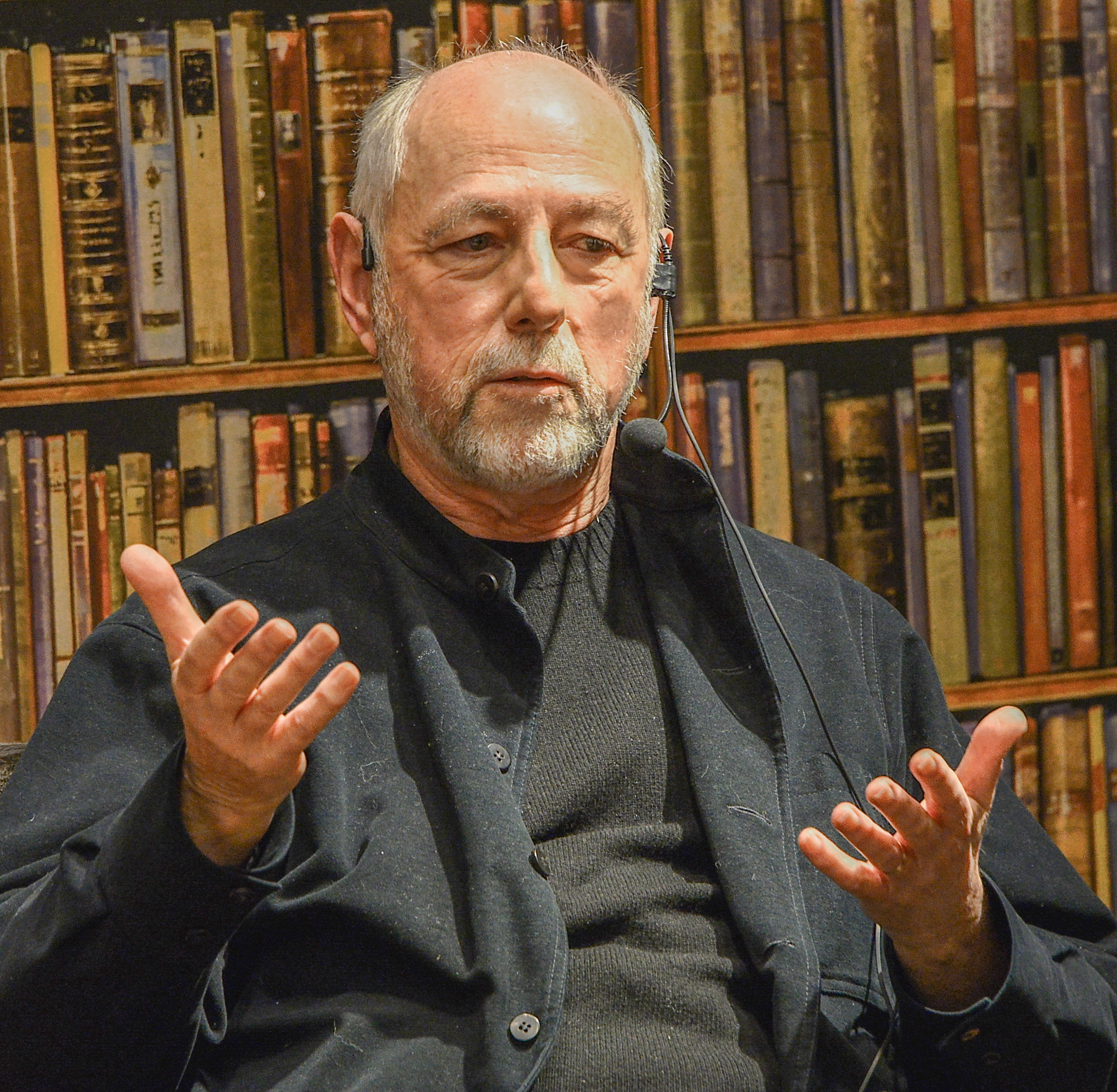
Leif Zern

Leif Åke Zern (* 6. Juli 1939) ist ein schwedischer Schriftsteller und Theaterkritiker.

## Leben
Von 1964 bis 1966 arbeitete Zern für die Zeitung Stockholms-Tidningen und von 1982 bis 1993 als Leiter der Kulturredaktion für die Zeitung Expressen. Bei der Zeitung Dagens Nyheter war er von 1968 bis 1982 Theaterkritiker und setzt dort diese Tätigkeit seit 1993 wieder fort.
Zern veröffentlichte Bücher über William Shakespeare und den Regisseur Ingmar Bergman (Se Bergman). Über viele Jahre verfolgte und kommentierte er die europäische Gegenwartsdramatik. 2006 erschien in deutscher Übersetzung das Buch Das leuchtende Dunkle über den Schriftsteller Jon Fosse, den er seit dessen Anfängen Mitte der neunziger Jahre kennt.
Heute wohnt Zern in Uppsala.

## Werke (Auswahl)
- Omvänd kikare, 1963
- Don Quijote: ett skådespel om liberalismens omöjlighet (zusammen mit Ronny Ambjörnsson), 1971
- Älskaren och mördaren: Shakespeare och den andra spelplatsen, 1984
- Venus armar: essäer, 1989
- Se Bergman, 1993
- Das leuchtende Dunkle: Zu Jon Fosses Dramatik (schwedisch: Det lysande mörkret : Jon Fosses dramatik), 2006, ISBN 978-3-9808231-7-3